# Ítalo Moriconi
Ítalo Moriconi ( Río de Janeiro, 1954 ) es crítico, curador literario, ensayista, poeta y profesor de la UERJ .
Ítalo Moriconi, nacido en Río de Janeiro, en 1954, vivió en Recife de 1960 a 1975, se licenció en ciencias sociales por la UNB, y regresó a Río de Janeiro con una maestría y un doctorado en letras. Postdoctorado en comunicación por la UERJ . Fue director de la Editora UERJ, creando así la colección Ciranda da Poesia.
Miembro de consejos editoriales de revistas nacionales y extranjeras . Tiene alrededor de 25 volúmenes publicados de crítica literaria contemporánea, seguidos de antologías .
Dio conferencias sobre literatura brasileña y participó en simposios, como invitado en instituciones internacionales Madison-Wisconsin, Universidad de Buenos Aires, Universidad de Nueva York, Sorbona, Freie Universitat - Berlín, Universidad Northwestern, Universidad de Chicago .

## Libros
- Ana Cristina Cesar: O Sangue de Uma Poeta (Escrito inicialmente en 1996 para la colección "Perfis do Rio", Selo HB -sello en colaboración con e-galaxia y la editora crítica Heloisa Buarque de Hollanda, obra reeditada por José Olympio )[12][24]
- Cómo y por qué leer poesía brasileña del siglo XX
- Mi fetiche[25][26]
- casi interior
- La ciudad y las calles.
- maldito cuaderno
- perro rabioso en la noche
- historia del pez

## Libros organizados
- Columna de cartas de Caio Fernando de Abreu[27]
- Destino: Poesia (Publicada inicialmente por José Olympio, la obra reúne poemas de Cacaso, Ana Cristina César, Chacal, Francisco Alvim, Torquato Neto, Paulo Leminski y Waly Salomão, republicada por Editora Record ).[28]
- Poesía Total (Editorial por Companhia das Letras, con composiciones inéditas, textos escritos sobre obras de Waly Salomão y firmados por Francisco Alvim, Antonio Cícero y Davi Arrigucci Jr con la presentación realizada por Caetano Veloso ).[29][30][31][32]

## Antologías organizadas
- Los cien mejores cuentos brasileños del siglo
- Los cien mejores poemas brasileños del siglo[33]
- Torquato Neto - Esencial[34]

## Otorgar
- 2011: Premio Make a Difference (ganado)[35]